# Milower Land
Milower Land là một đô thị thuộc huyện Havelland, bang Brandenburg, Đức.